# 吉田弥平

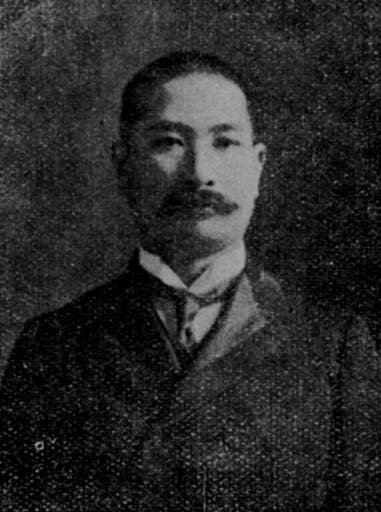
吉田弥平

吉田 弥平（彌平）（よしだ やへい、明治2年1月3日（1869年2月13日） - 昭和12年（1937年）11月23日）は、日本の国文学者・教育者。号は「太古」。

## 経歴
出生から修学期
1869年、常陸国河内郡柏田村（現在の茨城県牛久市）で町田清七の長男として生まれた。その後、吉田賢輔・たきの養子となった。1885年、茨城県師範学校小学中等師範学科を卒業し、翌1886年に同小学高等師範学科を卒業した。小学校訓導を務めた後、東京高等師範学校文学科で学び、1894年に卒業。
国語科教員として
高等師範学校卒業後は、兵庫県尋常師範学校教諭・訓導を務めた。その後、母校の東京高等師範学校助教諭・訓導を任命された。後に同教諭、同教授に昇格。在任中は後進の指導に当たる一方で、多くの国語教科書編纂にあたった。1932年に退官した後は、藤田幽谷全集の刊行に取り組んだ。1937年に死去。

## 家族・親族
- 養父：吉田賢輔は儒者、教育者。
- 長女の夫：水原秋桜子は俳人 [1]。
- 二女の夫：由良哲次は哲学者[1]。
- 四女の夫：石井庄司は国文学者[1]。
- 次男：吉田俊男は山の上ホテルの創業者[4]